# Shou
Shou, tidigare romaniserat Showhsien, är ett härad i staden Huainan i provinsen Anhui i östra Kina. Det ligger omkring 65 kilometer nordväst om provinshuvudstaden Hefei. 
Det tillhörde tidigare Lu'ans stad på prefekturnivå, men överfördes 2015 till Huainans stad på prefekturnivå.

## Administrativ indelning
Shou är indelat i  22 köpingar, tre socknar (varav en etnisk minoritetssocken) och två administrativa enheter på sockennivå.
Köpingar (zhen):

- Anfeng (安丰镇)
- Anfengtang (安丰塘镇)
- Banqiao (板桥镇)
- Baoyi (保义镇)
- Cha'an (茶庵镇)
- Dashun (大顺镇)
- Fengzhuang (丰庄镇)
- Jiangou (涧沟镇)
- Liugang (刘岗镇)
- Sanjue (三觉镇)
- Shouchun (寿春镇)
- Shuangmiaoji (双庙集镇)
- Shuangqiao (双桥镇)
- Wabu (瓦埠镇)
- Xiaodian (小甸镇)
- Yankou (堰口镇)
- Yanliu (炎刘镇)
- Yaokou (窑口镇)
- Yinghe (迎河镇)
- Yinxian (隐贤镇)
- Zhengyangguan (正阳关镇)
- Zhongxing (众兴镇)

Socknar (xiang):

- Bagongshan (八公山乡)
- Zhangli (张李乡)

Etnisk minoritetssocken (zu xiang):
- Taodian (陶店回族乡) (för huifolket)

Områden på sockennivå:
- Shouxihu Nongchang jordbruk (寿西湖农场)
- Zhengyangguan Nongchang jordbruk (正阳关农场)